# Wgłębka

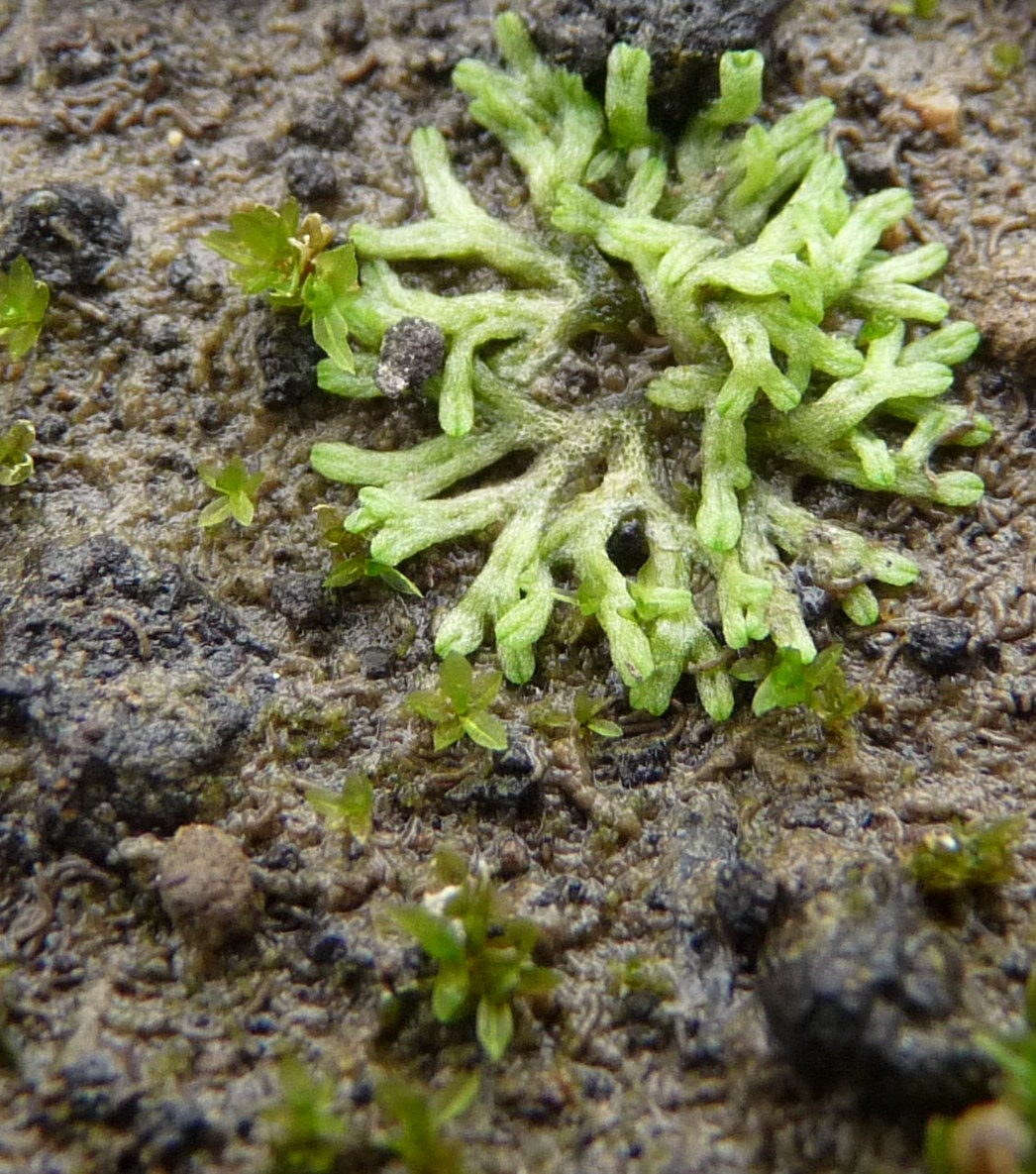
Riccia huebeneriana

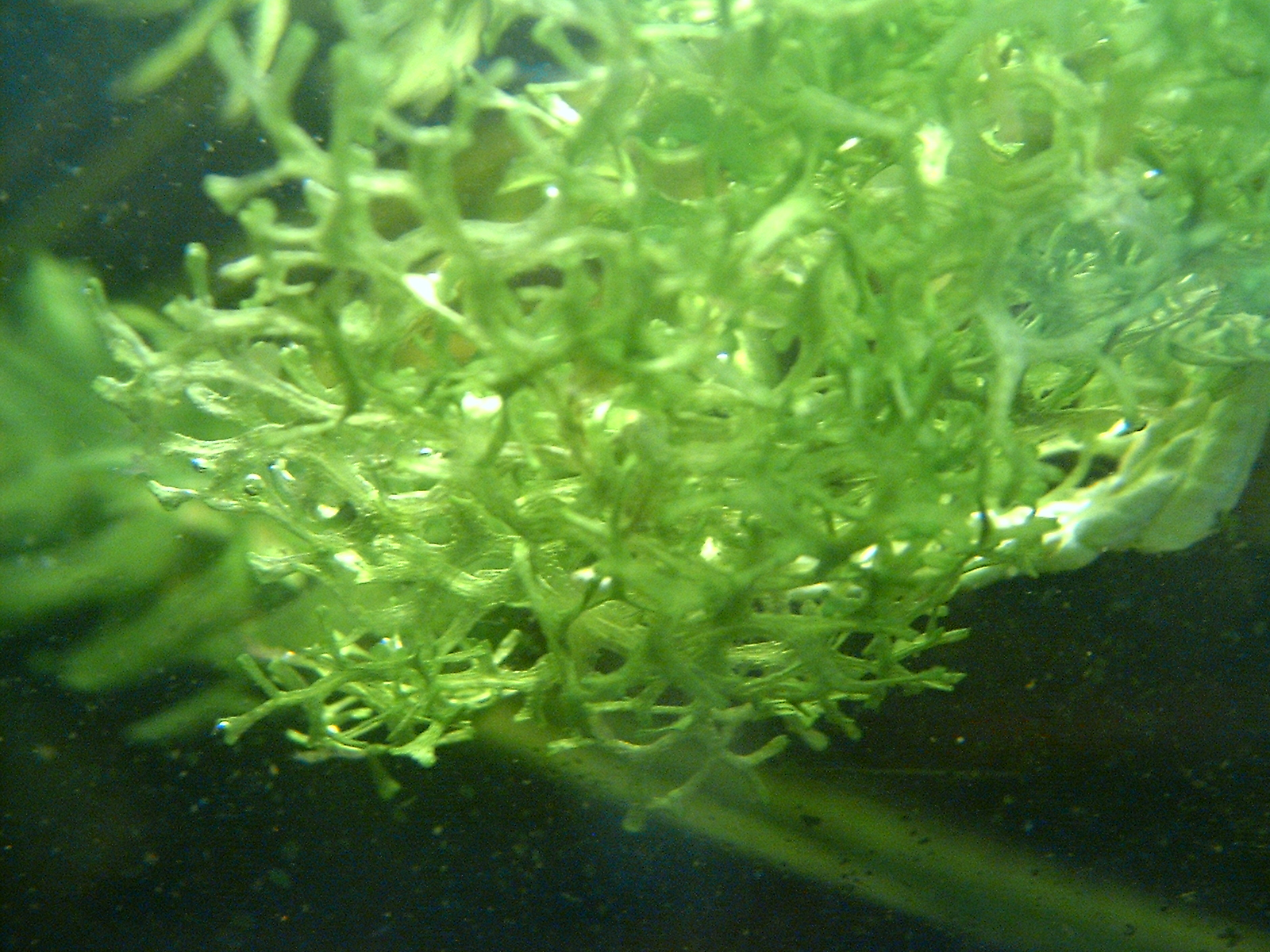
Riccia fluitans

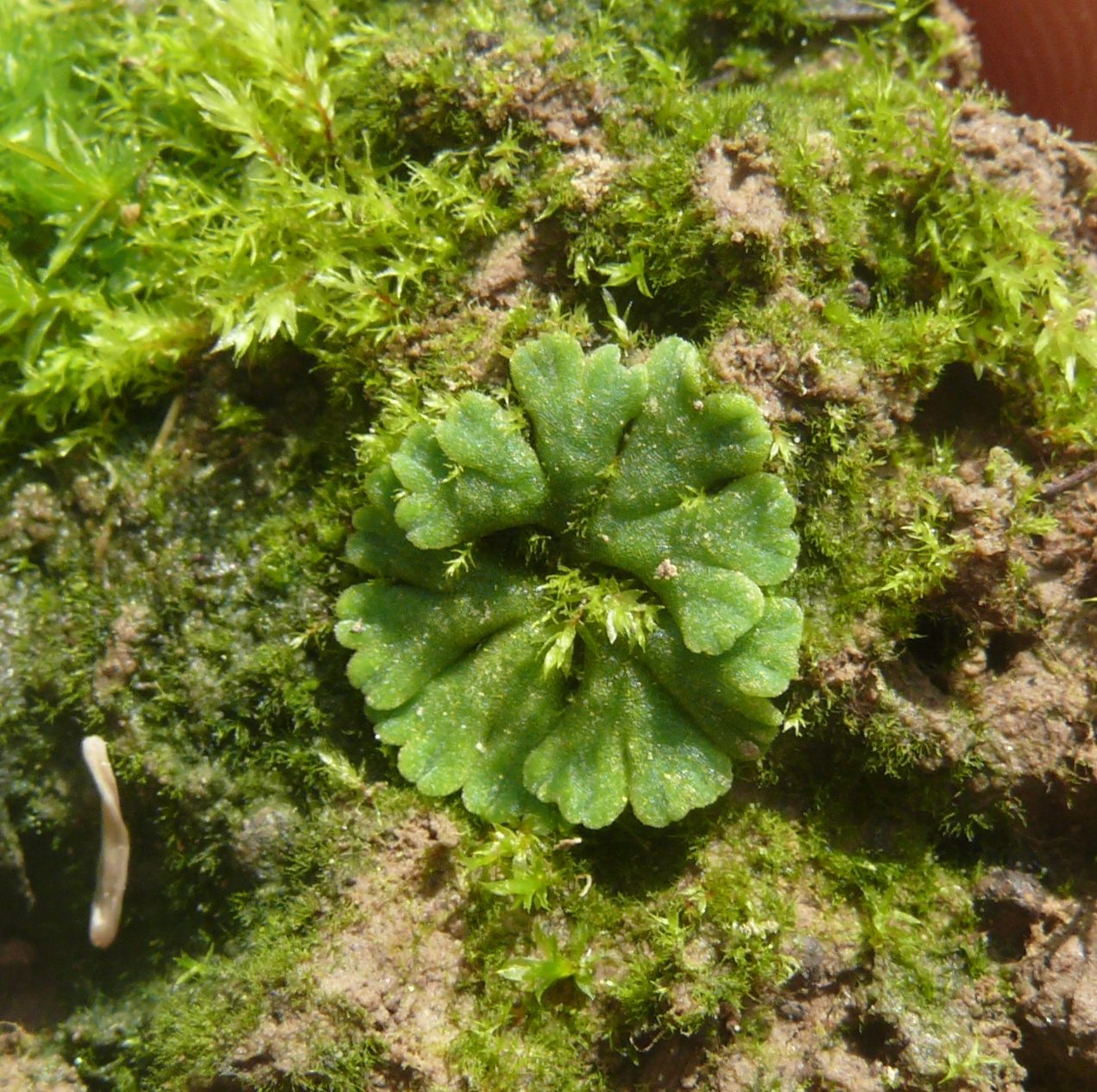
Riccia glauca

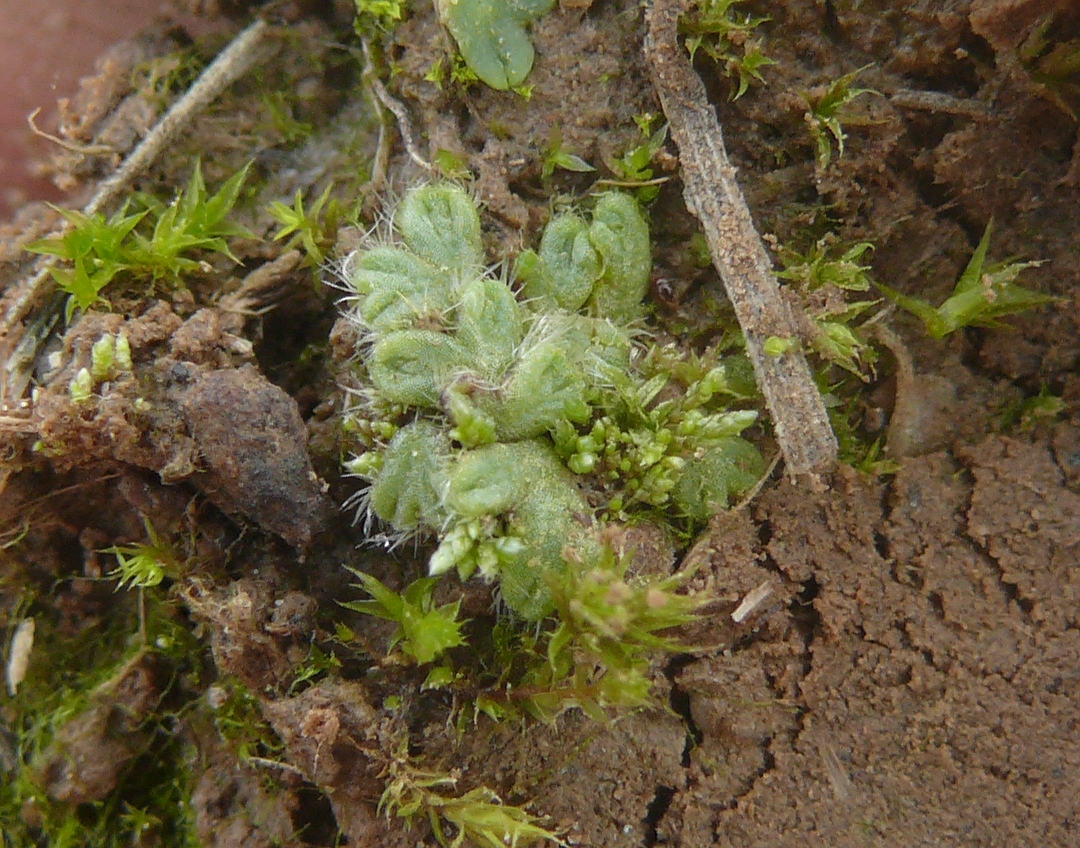
Riccia ciliata

Wgłębka (Riccia) – rodzaj roślin z gromady wątrobowców, jeden z dwóch rodzajów rodziny wgłębkowatych. Obejmuje ok. 150 gatunków, których zasięg obejmuje niemal cały świat. W Europie występuje 35 gatunków, w tym 14 w Polsce. Przedstawiciele rodzaju występują na podmokłych glebach tworząc zwykle koliste rozetki oraz w wodach stojących. Wielu przedstawicieli to rośliny roczne, w tym także pojawiające się efemerycznie zimą. Najczęściej spotykanym przedstawicielem we florze środkowoeuropejskiej jest wgłębka wąskopłatkowa (R. sorocarpa) występująca w uprawach i na ścierniskach. Wgłębka wodna w warunkach naturalnych wchodzi w skład pleustonu, a ponadto uprawiana jest w akwariach i oczkach wodnych.

## Morfologia

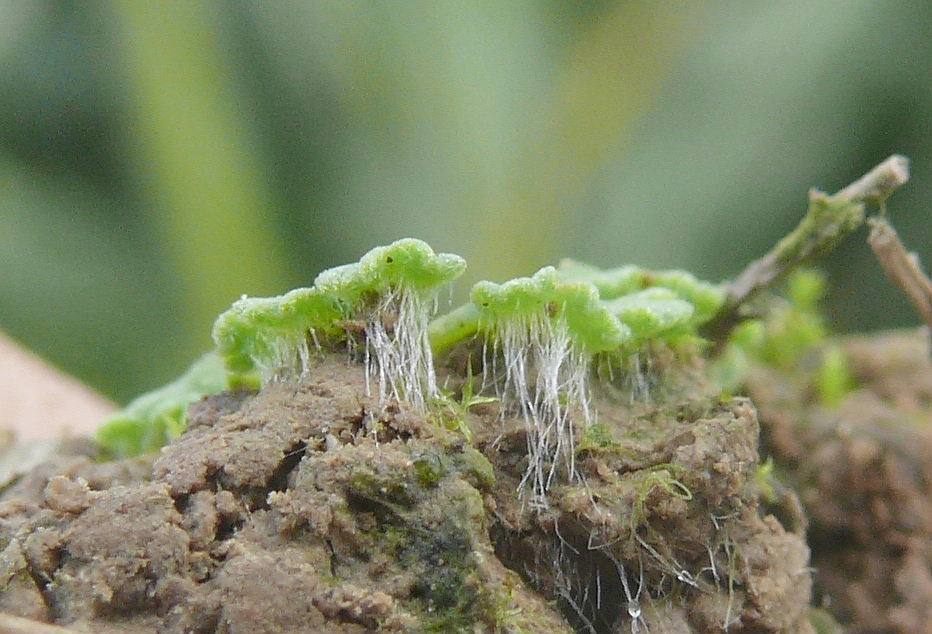
Ryzoidy u wgłębki

Rośliny o niewielkich, dychotomicznie rozgałęzionych plechach o poszczególnych częściach kształtu sercowatego lub równowąskiego. U form lądowych zwykle szersze, tworzące nierzadko charakterystyczne rozetki, u wodnych – taśmowate.

## Zastosowanie
Wgłębka wodna tworzy na powierzchni zbiorników jasnozielony dywan, w którym schronienie znajduje narybek i bezkręgowce wodne. Poza tym intensywnie pochłania związki azotowe. Z tych względów jest cenioną rośliną akwariową i stosowaną do oczek wodnych. W uprawie akwarystycznej często przywiązana żyłką nylonową mocowana jest do podłoża (kamieni, korzeni) tworząc charakterystyczny element wystroju akwariów urządzonych w stylu japońskim (aquascaping).

## Systematyka
Wykaz gatunków
subg. Chartaceae Perold, Bothalia 16 (1): 29, 1986
- Riccia schelpei O.H.Volk et Perold, Bothalia 16 (1): 29, 1986

subg. Leptoriccia R.M.Schust., Phytologia 56 (2): 72, 1984
- Riccia membranacea Gottsche et Lindenb., Syn. Hepat. 4: 608, 1846

subg. Riccia

- Riccia albida Sull. ex Austin, Proc. Acad. Nat. Sci. Philadelphia 21: 231, 1869
- Riccia albopunctata Jovet-Ast, Cryptog. Bryol. Lichénol. 12 (3): 237, 1991
- Riccia australis Steph., Bull. Herb. Boissier 6 (4): 337 (29), 1898
- Riccia boliviensis Jovet-Ast, Cryptog. Bryol. Lichénol. 12 (3): 242, 1991
- Riccia brasiliensis Schiffn., Österr. Akad. Wiss., Math.-Naturwiss. Kl., Denkschr. 111: 6, 1964
- Riccia breutelii Hampe, Bull. Herb. Boissier 6 (4): 325 (17), 1898
- Riccia brittonii M.Howe, Ann. Missouri Bot. Gard. 2 (1/2): 50, 1915
- Riccia chudoana Steph., Sp. Hepat. (Stephani) 6: 1, 1917
- Riccia coracina Jovet-Ast, Cryptog. Bryol. 24 (3): 212, 2003
- Riccia corrugata Jovet-Ast, Cryptog. Bryol. 21 (4): 308, 2000
- Riccia crassivenia Jovet-Ast, Cryptog. Bryol. 21 (4): 312, 2000
- Riccia cubensis S.W.Arnell, Bryologist 61 (2): 142, 1958
- Riccia discolor Lehm. et Lindenb., Nov. Stirp. Pug. 4: 1, 1832
- Riccia ekmanii S.W.Arnell, Bryologist 61 (2): 143, 1958
- Riccia elliottii Steph., Bull. Herb. Boissier 6 (4): 324 (16), 1898
- Riccia enyae Jovet-Ast, Cryptog. Bryol. Lichénol. 12 (3): 230, 1991
- Riccia erythrocarpa Jovet-Ast, Cryptog. Bryol. Lichénol. 12 (3): 257, 1991
- Riccia fruchartii Steph., Bull. Herb. Boissier 6 (4): 330 (22), 1898
- Riccia gangetica Ahmad ex L.Söderstr., A.Hagborg et von Konrat, Phytotaxa 65: 57, 2012
- Riccia grandis Nees, Fl. Bras. (Martius) 1 (1): 300, 1833
- Riccia helenae Jovet-Ast, J. Hattori Bot. Lab. 74: 96, 1993
- Riccia hirta (Austin) Underw., Bot. Gaz. 19 (7): 274, 1894
- Riccia horrida Jovet-Ast, Cryptog. Bryol. Lichénol. 12 (3): 226, 1991
- Riccia hortorum Bory, Nova Acta Phys.-Med. Acad. Caes. Leop.-Carol. Nat. Cur. 18 (1): 435, 1836 [1837]
- Riccia howellii M.Howe, Proc. Calif. Acad. Sci. (ser. 4) 21 (17): 202, 1934
- Riccia ianthina Jovet-Ast, Rev. Bryol. Lichénol. 44 (4): 418, 1978
- Riccia inflexa Taylor, London J. Bot. 5: 417, 1846
- Riccia iodocheila M.Howe, Proc. Calif. Acad. Sci. (ser. 4) 21 (17): 200, 1934
- Riccia lanceolata Steph., Hedwigia 27 (3/4): 110, 1888
- Riccia lindmanii Steph., Bih. Kongl. Svenska Vetensk.-Akad. Handl. 23 (III, 2): 29, 1897
- Riccia macallisteri M.Howe, Bryologist 20 (3): 35, 1917
- Riccia macrospora Steph., Bull. Herb. Boissier 6 (4): 328 (20), 1898
- Riccia mamillata Trab. ex Steph., Rev. Bryol. 16 (5): 65, 1889
- Riccia mauryana Steph., Bull. Herb. Boissier 6 (4): 327 (19), 1898
- Riccia olgensis Na-Thalang, Brunonia 3 (1): 100, 1980
- Riccia planobiconvexa Steph., Bih. Kongl. Svenska Vetensk.-Akad. Handl. 23 (III, 2): 29, 1897
- Riccia ridleyi A.Gepp, J. Linn. Soc., Bot. 27 (181): 74, 1890
- Riccia sanguineisporis Jovet-Ast, Cryptog. Bryol. Lichénol. 12 (3): 253, 1991
- Riccia squamata Nees, Fl. Bras. (Martius) 1 (1): 302, 1833
- Riccia subdepilata Jovet-Ast, Cryptog. Bryol. Lichénol. 12 (3): 228, 1991
- Riccia subplana Steph., Symb. Antill. (Urban) 3 (2): 275, 1902
- Riccia taeniiformis Jovet-Ast, Cryptog. Bryol. Lichénol. 12 (3): 270, 1991
- Riccia viannae Jovet-Ast, Cryptog. Bryol. Lichénol. 12 (3): 261, 1991
- Riccia vitalii Jovet-Ast, Mem. New York Bot. Gard. 45: 285, 1987
- Riccia weinionis Steph., Bull. Herb. Boissier 6 (4): 326 (18), 1898

sect. Pilifer O.H.Volk, Mitt. Bot. Staatssamml. München 19: 455, 1983
- Riccia alatospora O.H.Volk et Perold, Bothalia 15 (3/4): 534, 1985
- Riccia albomarginata Bisch. ex C.Krauss, Flora 29 (9): 135, 1846
- Riccia albovestita O.H.Volk, Mitt. Bot. Staatssamml. München 17: 245, 1981
- Riccia ampullacea Perold, Bothalia 20 (2): 168, 1990
- Riccia concava Bisch. ex C.Krauss, Flora 29 (9): 135, 1846
- Riccia elongata Perold, Bothalia 20 (2): 167, 1990
- Riccia furfuracea Perold, Bothalia 20 (2): 176, 1990
- Riccia hantamensis Perold, Bothalia 19 (2): 157, 1989
- Riccia hirsuta O.H.Volk et Perold, Bothalia 16 (2): 187, 1986
- Riccia namaquensis Perold, Bothalia 20 (2): 180, 1990
- Riccia parvoareolata O.H.Volk et Perold, Bothalia 15 (1/2): 117, 1984
- Riccia pulveracea Perold, Bothalia 20 (2): 185, 1990
- Riccia radicosa Pearson, Natuurw. Tijdschr. 4 (5/6): 142, 1922
- Riccia simii Perold, Bothalia 20 (1): 36, 1990
- Riccia trachyglossa Perold, Bothalia 20 (2): 172, 1990
- Riccia villosa Steph., Akad. Wiss. Wien, Math.-Naturwiss. Kl., Denkschr. 88: 724, 1913
- Riccia vitrea Perold, Bothalia 20 (2): 178, 1990

sect. Riccia

- Riccia albolimbata S.W.Arnell, Mitt. Bot. Staatssamml. München 2 (16): 264, 1957
- Riccia alboporosa Perold, Bothalia 19 (1): 12, 1989
- Riccia albornata O.H.Volk et Perold, Bothalia 18 (2): 160, 1988
- Riccia angolensis Steph., Bull. Herb. Boissier 6 (4): 323 (15), 1898
- Riccia argenteolimbata O.H.Volk et Perold, Bothalia 18 (2): 155, 1988
- Riccia atlantica Sérgio et Perold, J. Bryol. 17 (1): 127, 1992
- Riccia atromarginata Levier, Nuovo Giorn. Bot. Ital. 21 (2): 291, 1889
- Riccia atropurpurea Sim, Trans. Roy. Soc. South Africa 15 (1): 11, 1926
- Riccia beyrichiana Hampe, Nov. Stirp. Pug. 7: 1, 1838
- Riccia bicarinata Lindb., Rev. Bryol. 4 (3): 41, 1877
- Riccia bicolorata Perold, Bothalia 20 (2): 188, 1990
- Riccia bifurca Hoffm., Deutschl. Fl., Theil 2 (Hoffm.): 95, 1795 [1796]
- Riccia billardierei Mont. et Nees, Syn. Hepat. 4: 602, 1846
- Riccia breidleri Jur. ex Steph., Hedwigia 24 (1): 6, 1885
- Riccia californica Austin, Bull. Torrey Bot. Club 6 (7): 46, 1875
- Riccia campbelliana M.Howe, Mem. Torrey Bot. Club 7: 26, 1899
- Riccia ciliata Hoffm., Deutschl. Fl., Theil 2 (Hoffm.): 95, 1795 [1796]
- Riccia ciliifera Link, Syn. hepat. eur: 119, 1829
- Riccia congoana Steph., Bull. Herb. Boissier 6 (4): 328 (20), 1898 451
- Riccia crinita Taylor, London J. Bot. 5: 415, 1846
- Riccia crozalsii Levier, Rev. Bryol. 29 (4): 73, 1902
- Riccia crustata Trab., Bull. Soc. Hist. Nat. Afrique N. 7: 87, 1916
- Riccia dictyospora M.Howe, Bull. Torrey Bot. Club 28 (3): 163, 1901
- Riccia glauca L., Sp. Pl. 1: 1139, 1753
- Riccia gothica Damsh. et Hallingb., Lindbergia 12 (2/3): 100, 1986 [1987]
- Riccia gougetiana Durieu et Mont., Ann. Sci. Nat. Bot. (sér. 3) 11: 35, 1849
- Riccia lamellosa Raddi, Opusc. Sci. 2 (6): 351, 1818
- Riccia ligula Steph., Bull. Herb. Boissier 6 (4): 315 (7), 1898
- Riccia limbata Bisch. ex C.Krauss, Flora 29 (9): 135, 1846
- Riccia macrocarpa Levier, Bull. Soc. Bot. Ital. 1894: 114, 1894
- Riccia mammifera O.H.Volk et Perold, Bothalia 16 (2): 176, 1986
- Riccia melitensis C.Massal., Bull. Soc. Bot. Ital. 1913 (2/3): 52, 1913
- Riccia michelii Raddi, Opusc. Sci. 2 (6): 352, 1818
- Riccia microciliata O.H.Volk et Perold, Bothalia 16 (2): 173, 1986
- Riccia montana Perold, Bothalia 19 (1): 9, 1989
- Riccia natalensis Sim, Trans. Roy. Soc. South Africa 15 (1): 9, 1926
- Riccia nigrella DC., Fl. Franç. (DC. & Lamarck), 5 (6): 193, 1815
- Riccia okahandjana S.W.Arnell, Mitt. Bot. Staatssamml. München 2 (16): 268, 1957
- Riccia ozarkiana McGregor, Bryologist 63 (1): 30, 1960
- Riccia papillosa Moris, Stirp. Sard. Elench.: 18, 1829
- Riccia pottsiana Sim, Trans. Roy. Soc. South Africa 15 (1): 10, 1926
- Riccia rosea O.H.Volk et Perold, Bothalia 16 (2): 181, 1986
- Riccia sommieri Levier, Isola Giglio: 119, 1900
- Riccia sorocarpa Bisch., Bem. Leberm.: 145, 1835 – wgłębka wąskopłatkowa
- Riccia subbifurca Warnst. ex Croz., Rev. Bryol. 30 (4): 62, 1903
- Riccia tenella D.L.Jacobs, Bryologist 52 (4): 168, 1949 [1950]
- Riccia trabutiana Steph., Rev. Bryol. 16 (5): 65, 1889
- Riccia violacea M.Howe, Ann. Missouri Bot. Gard. 2 (1/2): 51, 1915
- Riccia warnstorfii Limpr. ex Warnst., Verh. Bot. Vereins Prov. Brandenburg 27 (1): 85, 1886

subg. Ricciella (A.Braun) Boulay, Musc. France 2: 198, 1904 (Boulay 1904)
- Riccia cancellata Taylor, London J. Bot. 5: 414, 1846
- Riccia cincta Jovet-Ast, Cryptog. Bryol. 21 (4): 303, 2000
- Riccia cruciata Kashyap, J. Bombay Nat. Hist. Soc. 24 (2): 349, 1916
- Riccia eburnea Jovet-Ast, Cryptog. Bryol. 21 (4): 300, 2000
- Riccia hasskarliana Steph., Bull. Herb. Boissier 6 (5): 374 (49), 1898
- Riccia junghuhniana Nees et Lindenb., Syn. Hepat. 4: 609, 1846
- Riccia mangalorica Ahmad ex Jovet-Ast, Cryptog. Bryol. 24 (3): 223, 2003
- Riccia multifida (Steph.) Steph., Bull. Herb. Boissier 6 (5): 365 (40), 1898
- Riccia polycarpa (Trab.) Jelenc, Bull. Trimestriel Geogr. Archeol. Oran 73 (228): 88, 1950
- Riccia porosa Taylor, London J. Bot. 5: 416, 1846
- Riccia pullulans Jovet-Ast, Cryptog. Bryol. Lichénol. 18 (3): 183, 1997

sect. Ricciella (A.Braun) Bisch., Bem. Leberm.: 160, 1835 (Bischoff 1835)=
- Riccia bahiensis Steph., Bull. Herb. Boissier 6 (5): 375 (50), 1898
- Riccia canaliculata Hoffm., Deutschl. Fl., Theil 2 (Hoffm.): 96, 1795 [1796]
- Riccia chiapasensis Jovet-Ast, Cryptog. Bryol. Lichénol. 14 (3): 235, 1993
- Riccia crassifrons Spruce, Trans. & Proc. Bot. Soc. Edinburgh 15: 570, 1885
- Riccia duplex Lorb. ex Müll.Frib., Hedwigia 80 (1/2): 100, 1941
- Riccia dussiana Steph., Symb. Antill. (Urban) 3 (2): 275, 1902
- Riccia fluitans L., Sp. Pl. 1: 1139, 1753 – wgłębka wodna
- Riccia frostii Austin, Bull. Torrey Bot. Club 6 (3): 17, 1875
- Riccia geissleriana Jovet-Ast, Cryptog. Bryol. Lichénol. 14 (3): 236, 1993
- Riccia hegewaldiana Jovet-Ast, Cryptog. Bryol. Lichénol. 14 (3): 238, 1993
- Riccia huebeneriana Lindenb., Nova Acta Phys.-Med. Acad. Caes. Leop.-Carol. Nat. Cur. 18 (1): 504d, 1836 [1837]
- Riccia jovet-astiae E.Vianna, Bol. Inst. Bioci. Univ. Fed. Rio Grande do Sul 38: 165, 1985
- Riccia limicola Jovet-Ast, Rev. Bryol. Lichénol. 44 (4): 422, 1978
- Riccia paraguayensis Spruce, Bull. Soc. Bot. France (Congr. Bot.) 36: cxcvi, 1889 [1890]
- Riccia paranaensis Hässel, Opera Lilloana 7: 228, 1962 [1963]
- Riccia perennis Steph., Bull. Herb. Boissier 6 (5): 372 (47), 1898
- Riccia purpurascens Lehm., Linnaea 4: 371, 1829
- Riccia rhenana Lorb. ex Müll.Frib., Hedwigia 80 (1/2): 94, 1941
- Riccia stricta (Lindenb.) Perold, Bothalia 20 (2): 197, 1990

sect. Spongodes Nees, Naturgesch. Eur. Leberm. 4: 391, 1838
- Riccia bullosa Link, Syn. hepat. eur: 119, 1829
- Riccia cavernosa Hoffm., Deutschl. Fl., Theil 2 (Hoffm.): 95, 1795 [1796
- Riccia crystallina L., Sp. Pl. 1: 1138, 1753
- Riccia cupulifera A.V.Duthie, Trans. Roy. Soc. South Africa 24 (2): 116, 1936
- Riccia garsidei Sim, Trans. Roy. Soc. South Africa 15 (1): 13, 1926
- Riccia moenkemeyeri Steph., Bot. Jahrb. Syst. 8 (2): 95, 1886
- Riccia rubricollis Garside et A.V.Duthie ex Perold, Bothalia 21 (1): 51, 1991
- Riccia volkii S.W.Arnell, Mitt. Bot. Staatssamml. München 2 (16): 271, 1957
- Riccia vulcanicola Eb.Fisch., Trop. Bryol. 8: 70, 1993

subg. Thallocarpus (Lindb.) Jovet-Ast, Cryptog. Bryol. Lichénol. 14 (3): 220, 1993
- Riccia curtisii (Austin) Austin, Bull. Torrey Bot. Club 6 (52): 305, 1879
- Riccia leptothallus R.M.Schust., J. Hattori Bot. Lab. 71: 271, 1992
- Riccia perssonii Sultan Khan, Svensk Bot. Tidskr. 49 (3): 433, 1955

subg. Triseriata Jovet-Ast, Cryptog. Bryol. Lichénol. 17 (2): 132, 1996
- Riccia singularis Jovet-Ast, Cryptog. Bryol. Lichénol. 17 (2): 127, 199

Incertae sedis

- Riccia abuensis Bapna, Trans. Brit. Bryol. Soc. 4 (2): 249, 1962
- Riccia acutisulca Steph., Sp. Hepat. (Stephani) 6: 1, 1917
- Riccia amboinensis Schiffn., Leberm., Forschungsr. Gazelle 4 (4): 44, 1890
- Riccia aravalliensis Pandé et Udar, J. Indian Bot. Soc. 36 (3): 249, 1957
- Riccia arnellii Sultan Khan, Bryologist 60 (1): 29, 1957
- Riccia asprella Carrington et Pearson, Proc. Linn. Soc. New South Wales (ser. 2) 2 (4): 1059, 1888
- Riccia asservanda De Not. ex Lamothe, Rech. Anat. Taxinom. Gamét. Marchantiales: 138, 1919
- Riccia attenuata Pandé, Proc. Natl. Inst. Sci. India B 25 (2): 92, 1959
- Riccia balansae Steph., Bull. Herb. Boissier 6 (5): 370 (45), 1898
- Riccia bialbistrata Hässel, Opera Lilloana 7: 243, 1962 [1963]
- Riccia biokoensis Perold, Nova Hedwigia 64 (1/2): 244, 1997
- Riccia blackii Na-Thalang, Brunonia 3 (1): 81, 1980
- Riccia caroliniana Na-Thalang, Brunonia 3 (1): 72, 1980
- Riccia cartilaginosa Steph., Hedwigia 28 (4): 272, 1889
- Riccia chartacea K.I.Goebel, Organogr. Pfl., ed. 2, 2 (1): 630, 1915
- Riccia chinensis Herzog, Symb. Sin. 5: 1, 1930
- Riccia collata Na-Thalang, Brunonia 3 (1): 122, 1980
- Riccia compacta Garside, Trans. Roy. Soc. South Africa 27 (1): 17, 1939
- Riccia convexa Steph., Sp. Hepat. (Stephani) 6: 2, 1917
- Riccia coronata Sim, Trans. Roy. Soc. South Africa 15 (1): 9, 1926
- Riccia crassa Steph., Bull. Herb. Boissier 6 (5): 376 (51), 1898
- Riccia crenatodentata O.H.Volk, Nova Hedwigia 46 (1/2): 27, 1988
- Riccia delavayi Steph., Bull. Herb. Boissier 6 (5): 367 (42), 1898
- Riccia deserticola Steph., Bull. Herb. Boissier 6 (5): 373 (48), 1898
- Riccia erubescens Perold, J. Bryol. 16 (3): 371, 1991
- Riccia esulcata Steph., Sp. Hepat. (Stephani) 6: 2, 1917
- Riccia fertilissima Steph., Sp. Hepat. (Stephani) 6: 2, 1917
- Riccia gemmifera O.H.Volk, Nova Hedwigia 39: 131, 1984
- Riccia grollei Udar, Curr. Sci. 34 (4): 126, 1965
- Riccia handelii Schiffn., Symb. sin. 2: 81, 1937
- Riccia hawaiiensis Hürl., Phytologia 61 (5): 339, 1986
- Riccia indica Udar et A.Gupta, Proc. V Indian Geophytol. Conf., Special Publ.: 307, 1984
- Riccia indira-gandhiensis Dabhade et A.Hasan, J. Bombay Nat. Hist. Soc. 83 (2): 400, 1986
- Riccia intermedia Roum., Mém. Soc. Arts Sci. Carcassonne 5: 198, 1888
- Riccia jodhpurensis Bapna, Bot. Not. 114 (2): 181, 1961
- Riccia kirinensis C.Gao et K.C.Chang, Acta Phytotax. Sin. 16 (4): 117, 1978
- Riccia laxisquamata (Steph.) Steph., Bull. Herb. Boissier 6 (5): 371 (46), 1898
- Riccia liaoningensis C.Gao et K.C.Chang, Acta Phytotax. Sin. 16 (4): 113, 1978
- Riccia linearis (Schiffn.) Steph., Bull. Herb. Boissier 6 (5): 371 (46), 1898
- Riccia luticola Na-Thalang, Brunonia 3 (1): 123, 1980
- Riccia mamrensis Perold, Cryptog. Bryol. 26 (1): 68, 2005
- Riccia marginata Lindb., Meddel. Soc. Fauna Fl. Fenn. 1: 106, 1876 [1877]
- Riccia melanospora Kashyap, Liverworts W. Himal. 1: 94, 1929
- Riccia miyakeana Schiffn., Österr. Bot. Z. 49 (11): 386, 1899
- Riccia muscicola Steph., Hedwigia 24 (1): 4, 1885
- Riccia nigerica E.W.Jones, Trans. Brit. Bryol. Soc. 3 (2): 225, 1957
- Riccia nigrescens Mont., Voy. Amér. Mérid., Bot. 7 (1): 15, 1839
- Riccia nipponica S.Hatt., J. Hattori Bot. Lab. 9: 38, 1953
- Riccia novo-hannoverana Schiffn., Leberm., Forschungsr. Gazelle 4 (4): 44, 1890
- Riccia numeensis Steph., Bull. Herb. Boissier 6 (4): 343 (35), 1898
- Riccia obtusa Meijer, J. Hattori Bot. Lab. 20: 113, 1958
- Riccia oerstediana Lindenb. et Hampe, Linnaea 24 (3): 304, 1851 [1852]
- Riccia pandei Udar, J. Indian Bot. Soc. 38 (1): 149, 1959
- Riccia papillispora Steph., Bull. Herb. Boissier 6 (4): 334 (26), 1898
- Riccia papulosa (Steph.) Steph., Bull. Herb. Boissier 6 (5): 377 (52), 1898
- Riccia pathankotensis Kashyap, J. Bombay Nat. Hist. Soc. 24 (2): 349, 1916
- Riccia perthiana Steph. ex K.I.Goebel, Organogr. Pfl., ed. 2, 2 (1): 630, 1915
- Riccia prominens Meijer, J. Hattori Bot. Lab. 20: 111, 1958
- Riccia pseudofluitans C.Gao et K.C.Chang, Acta Phytotax. Sin. 16 (4): 116, 1978
- Riccia pubescens S.Hatt., Nat. Sci. Mus. 14 (6): 141, 1943
- Riccia radiata Perold, Bothalia 34 (1): 23, 2004
- Riccia rechingeri Steph., Akad. Wiss. Wien, Math.-Naturwiss. Kl., Denkschr. 81: 288, 1907
- Riccia reticulatula Udar, Bull. Bot. Soc. Univ. Saugar 13: 49, 1961
- Riccia rorida Na-Thalang, Brunonia 3 (1): 101, 1980
- Riccia saharensis Steph. ex Jovet-Ast, Rev. Bryol. Lichénol. 26 (1/2): 62, 1957
- Riccia satoi S.Hatt., Bot. Mag. (Tokyo) 62 (733/734): 109, 1949
- Riccia schroederi Steph., 52 (5): 304, 1912
- Riccia schweinfurthii Steph., Bull. Herb. Boissier 6 (4): 339 (31), 1898
- Riccia sibayenii Perold, Bothalia 31 (1): 151, 2001
- Riccia somaliensis Perold, J. Bryol. 16 (3): 367, 1991
- Riccia spongiosula Na-Thalang, Brunonia 3 (1): 113, 1980
- Riccia subtilis (Steph.) Steph., Bull. Herb. Boissier 6 (5): 364 (39), 1898
- Riccia sumatrana Meijer, J. Hattori Bot. Lab. 20: 114, 1958
- Riccia symoensii Vanden Berghen, Explor. Hydrobiol. Lac Bangweolo Luapula: 191, 1972
- Riccia tasmanica Steph. ex Rodway, Tasm. Bryoph.: 4, 1917
- Riccia tomentosa O.H.Volk et Perold, Bothalia 20 (1): 25, 1990
- Riccia treubiana Steph., Bull. Herb. Boissier 6 (4): 323 (15), 1898
- Riccia triangularis Steph., Bull. Mus. Natl. Hist. Nat. 18 (2): 116, 1912
- Riccia tuberculata Poir., Encycl. (Lamarck) 6: 199, 1804
- Riccia udarii Kanwal, J. Indian Bot. Soc. 58 (3): 282, 1979
- Riccia velenovskyi Kavina, Arch. Přír. Výzk. Čech 16 (2): 75, 1915
- Riccia velimalaiana A.E.D.Daniels et P.Daniel, Bull. Bot. Surv. India 44 (1/4): 139, 2002 [2003]
- Riccia victoriensis Steph., Bull. Herb. Boissier 6 (5): 370, 1898
- Riccia weymouthiana Steph. ex Rodway, Tasm. Bryoph.: 5, 1917
- Riccia wichurae Steph., Bull. Herb. Boissier 6 (4): 330 (22), 1898